# Forte de São Pedro de Ponta Delgada (Santa Cruz das Flores)

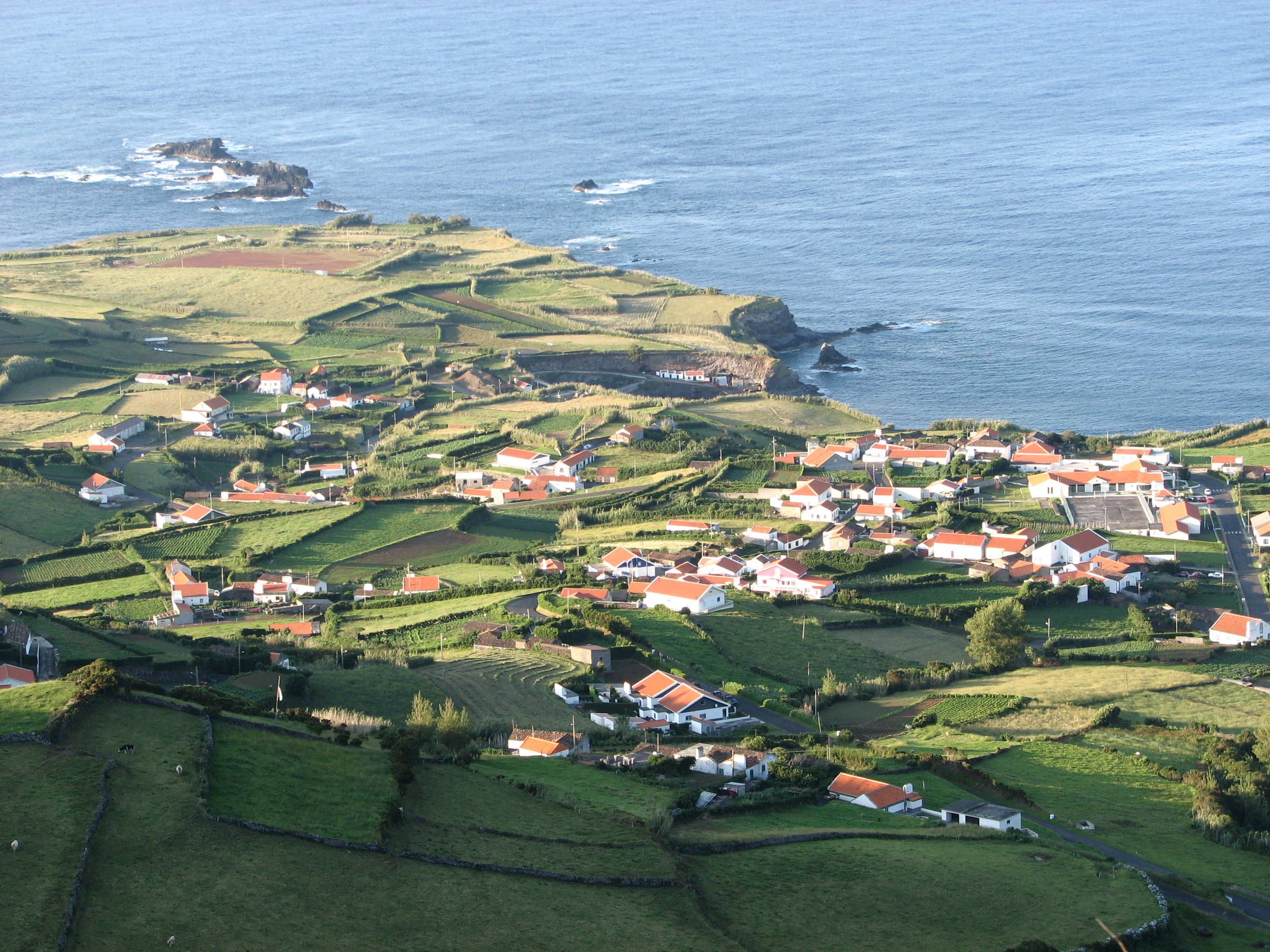
Ponta Delgada, Santa Cruz das Flores: aspecto da zona norte da freguesia; ao centro, numa pequena enseada, o porto.

O Forte de São Pedro de Ponta Delgada localizava-se no sítio de São Pedro, freguesia de Ponta Delgada, concelho de Santa Cruz das Flores, na costa norte da ilha das Flores, nos Açores.
Em posição dominante sobre este trecho do litoral, constituiu-se em um forte destinado à defesa deste ancoradouro contra os ataques de piratas e corsários, outrora frequentes nesta região do oceano Atlântico.

## História
O padre José António Camões, na primeira década do século XIX, referiu as defesas de São Pedro de Ponta Delgada:
"(...) passada a ponta do Furnal segue-se logo ao nordeste o porto da freguesia de Ponta Delgada. Há nele, ao pé do mar, uma fonte de água doce de que se serve uma grande parte dos moradores daquela freguesia. Tem o dito porto uma casinha e uma peça, tudo sem fortificação alguma, mas com uma rocha que o fortifica. Continuando para nordeste começa a grande baía de Ponta Delgada, cai ao mar uma ribeira chamada a Ribeira da Fazenda a um tiro de peça pouco mais ou menos, mas ainda dentro dos marcos da dita freguesia fica um porto chamado o Portinho, onde só com uma bonança podem descarregar os barcos. Tem uma casinha de guarda com uma peça. Por fora do tal portinho estão os dois ilhéus chamados os ilhéus do Portinho – continuando por o mesmo vento segue uma ponta chamada a Ponta do Ilhéu.".
Encontra-se referido na relação "Fortes existentes nas Flores e Corvo em 21 de julho de 1817".
Dele existe alçado e planta com o título "Bataria para a Bahia de S. Pedro, N.º 5", de autoria do sargento-mor do Real Corpo de Engenheiros, José Rodrigo de Almeida (1822).
A "Relação" do marechal de campo Barão de Bastos em 1862 refere-o apenas como "Posto de S. Pedro" e informa: "Não existem vestígios de fortificação, e [h]á muitos annos é logradouro público."
A estrutura não chegou até aos nossos dias.